# Metalik fioletowogardły
Metalik fioletowogardły (Metallura baroni) – gatunek małego ptaka z rodziny kolibrowatych (Trochilidae). Występuje w Andach w północno-zachodniej części Ameryki Południowej, jest endemitem Ekwadoru. W Czerwonej księdze gatunków zagrożonych IUCN klasyfikowany jest jako gatunek narażony (VU, ang. Vulnerable).

## Systematyka
Gatunek ten po raz pierwszy zgodnie z zasadami nazewnictwa binominalnego opisał angielski przyrodnik Osbert Salvin w 1893 roku na łamach „Bulletin of the British Ornithologists’ Club”. Autor nadał gatunkowi nazwę Metallura baroni, która jest aktualna do dzisiaj, a jako miejsce typowe podał góry w okolicy miasta Cuenca w Ekwadorze. Uważa się, że metalik fioletowogardły jest blisko spokrewniony z metalikiem zielonawym (M. williami), metalikiem purpurowogardłym (M. odomae), metalikiem miedzianym (M. theresiae), metalikiem czerwonogardłym (M. eupogon) i metalikiem łuskowanym (M. aeneocauda), a dawniej był uważany za podgatunek metalika czerwonogardłego.
Nie wyróżnia się podgatunków.

### Etymologia
- Metallura: gr. μεταλλον metallon „metal”; ουρα oura „ogon”[11].
- baroni: na cześć niemieckiego ornitologa i kolekcjonera Oscara Theodora Barona (1847–1926)[12].

## Morfologia
Mały koliber o średniej długości czarnym, prostym dziobie. Nogi i stopy czarne lub ciemnoszare. Tęczówki ciemnobrązowe lub czarniawe. Występuje dymorfizm płciowy. Samiec jest dosyć jednolicie ciemnooliwkowozielony z ciemnym fioletowo-purpurowym śliniakiem i opalizującym ogonem, fioletowo-niebieskim na górnej stronie i żółto-zielonym na spodniej. Za okiem niewielka biała plamka. Samica ma dolne partie ciała białawoszare z gęsto rozmieszczonymi oliwkowozielonymi plamami. W okolicy gardła i szyi niekompletny śliniak. Dolne zewnętrzne końcówki sterówek białe. Młode osobniki są podobne do samic. Długość ciała 10–11 cm, masa ciała: samiec 4,3–4,5 g, samica 3,9–4,5 g.

## Zasięg występowania
Zasięg występowania według szacunków organizacji BirdLife International obejmuje 3370 km², zaś obszar zajmowany – 2680 km². Metalik fioletowogardły występuje tylko na kilku stanowiskach w niewielkim obszarze w prowincjach Cañar i Azuay m.in. na terenie Parku Narodowego Cajas w środkowo-południowej części Ekwadoru. Gatunek ten występuje w zakresie wysokości od 3150 do 3700 m n.p.m., pojedyncze obserwacje wskazują także na niższe wysokości pojawiania się tego gatunku.

## Ekologia i zachowanie
Jego głównym habitatem są obrzeża wilgotnych lasów karłowatych, lasy Polylepis z głazami porośniętymi roślinami z rodzin bromeliowatych, wrzosowatych, storczykowatych oraz paprociami i mchami, ponadto występuje też na przyległych obszarach formacji paramo. Odżywia się nektarem. W nocy ptak ten przechodzi w stan odrętwienia.

### Rozmnażanie
Do niedawna w zasadzie prawie nic nie wiedziano o rozmnażaniu i gniazdowaniu tego gatunku. W 1999 roku autorzy Handbook of the Birds of the World podawali, że ptak ten składa jaja prawdopodobnie w okresie od listopada do lutego. Pierwsza szczegółowa praca opisująca zakładanie gniazd, składanie jaj i rozwój piskląt ukazała się dopiero w 2022 roku. Jej autorzy zidentyfikowali 9 gniazd metalika fioletowogardłego, przeprowadzili obserwacje i pomiary w okresie lęgowym, który trwa od marca do maja. Wszystkie gniazda znajdowały się na wysokości 3520–3990 m n.p.m. w przydrożnych skarpach i zbudowane były z mchów, małych gałązek, korzonków, kory Polylepis, drobnych suchych liści, pajęczyn, zwierzęcego włosia i drobnych białych kwiatów, w środku wyścielone były włóknami pui i piórkami. Gniazda były umieszczone na skarpach, w zwisających korzeniach lub w załomach skalnych. Miały kształt miseczki o średnich wymiarach: średnica wewnętrzna 7,86 cm, wysokość 8,64 cm, średnica wewnętrzna 4,13 cm i głębokość 3,28 cm. W każdym z nich znajdowały się dwa białe jaja, które były wysiadywane wyłącznie przez samicę. Pisklęta dokarmiane były tylko przez matkę. Okres przebywania piskląt w gnieździe to 28–32 dni.

## Status
W Czerwonej księdze gatunków zagrożonych IUCN metalik fioletowogardły jest klasyfikowany jako gatunek narażony na wyginięcie (VU, ang. Vulnerable). Liczebność populacji była w 1992 roku szacowana na ponad 2000 dorosłych osobników. Ze względu na brak późniejszych oszacowań BirdLife International tymczasowo zakłada, że liczebność mieści się w przedziale 1000–2500 dorosłych osobników. Trend liczebności populacji uznawany jest za spadkowy z powodu zmniejszania się jego naturalnego habitatu poprzez wypalanie wysokogórskich lasów i trawiastych formacji paramo w celu przekształcenia tych terenów w pastwiska i pola uprawne.